# 李福祥 (1929年)
李福祥（1929年—1963年），男，江苏武进人，中华人民共和国工人，钻工，全国先进生产者，第二届全国人大代表。他曾於1959年写下《钻床工作法》，總結自己的钻工经验。1963年，李福祥身患重病。